# 버들초등학교
버들초등학교는 대한민국 강원특별자치도 원주시에 있는 공립 초등학교이다.

## 연혁
- 2016.02.29 버들초등학교 설립인가
- 2016.03.01 개교 22학급 편성, 학생수 679명
- 2016.03.01 유치원 3학급 개원
- 2016.03.01 제1대 김연용 교장 부임
- 2016.03.14 23학급 재편성
- 2016.09.01 26학급 재편성(학생수 704명)
- 2017.03.01 35학급 재편성(초등 947명, 유치원 62명)
- 2017.12.01 2017 학교흡연예방사업 우수학교표창(보건복지부장관상)
- 2018.02.10 제2회 졸업식 거행(졸업생수 119명, 졸업생 총수 199명)
- 2018.03.01 39학급 편성(초등 1108명, 유치원 62명)
- 2018.03.30 제2대 이병필 교장 부임
- 2019.01.04 제3회 졸업식 거행(졸업생수 124명, 졸업생 총수 323명)
- 2019.03.01 45학급 편성 (초등 1157명, 유치원 62명)
- 2020.01.03 제4회 졸업식 거행